# Guido Menasci
Guido Menasci (Livorno, 24 de marzo de 1867 - Livorno, 27 de diciembre de 1925) fue un libretista italiano. Su libreto más famoso fue el de la ópera Cavalleria rusticana, escrita en colaboración con John Targioni-Tozzetti y con música de su amigo y compatriota Pietro Mascagni. También escribió los libretos de las óperas I Rantzau y Zanetto, igualmente de Mascagni y la Regina Diaz de Umberto Giordano.